# Manahunca
Manahunca – rodzaj kosarzy z podrzędu Laniatores i rodziny Biantidae. Gatunkiem typowym jest Manahunca bielawskii.

## Występowanie
Wszystkie gatunki są endemitami Kuby.

## Systematyka
Opisano dotychczas 3 gatunków z tego rodzaju:
- Manahunca bielawskii Silhavý, 1973
- Manahunca cuevajibarae Avram, 1977
- Manahunca silhavyi Avram, 1977